# 渔人堡
渔人堡（Halászbástya）是一个新哥特式和新罗曼风格的观景台，位于匈牙利首都布达佩斯布达一侧多瑙河河畔的城堡山，邻近马加什教堂。它修建于1895年到1902年之间，设计师是弗里杰·舒勒克（Frigyes Schulek）。第二次世界大战期间，渔人堡近乎毁灭。1947年至1948年之间，弗里杰·舒勒克的儿子亚诺什·舒勒克负责了修复工程。
从塔和观景台，可以看到多瑙河、玛格丽特岛、东面的佩斯，以及盖勒特丘陵（Gellért Hill）的全景。
七座塔代表七个马扎尔人部落在896年定居喀尔巴阡盆地.
渔人堡得名于渔民行会，他们在中世纪负责守卫这一段城墙。这是一个观景台，有许多阶梯和人行步道。
伊什特万一世的骑马铜像立于1906年，位于渔人堡和马加什教堂之间。底座是奥洛约什·施特罗布尔（Alajos Stróbl）的作品，在弗里杰·舒勒克规划的基础上改进，为新罗曼式风格，表现国王的生活插曲。

## 图片

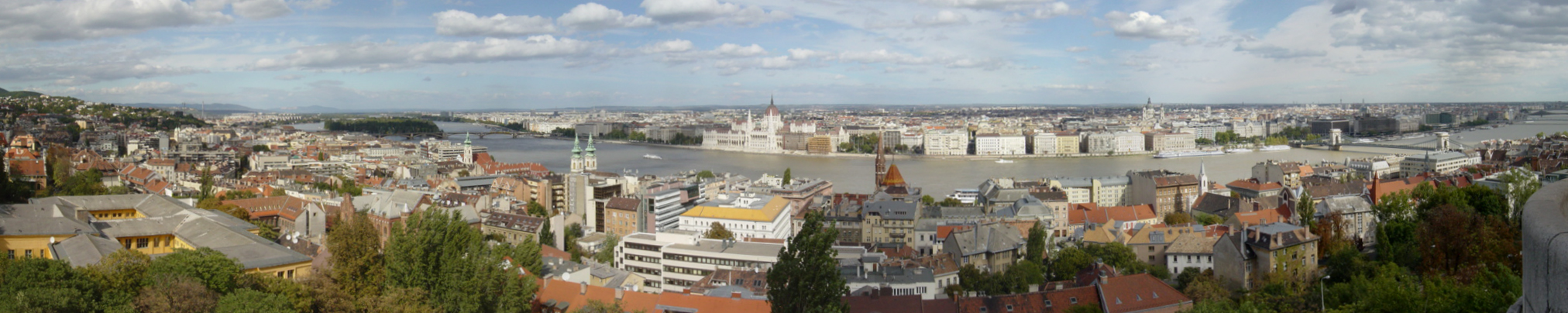
从渔人堡看到的佩斯全景

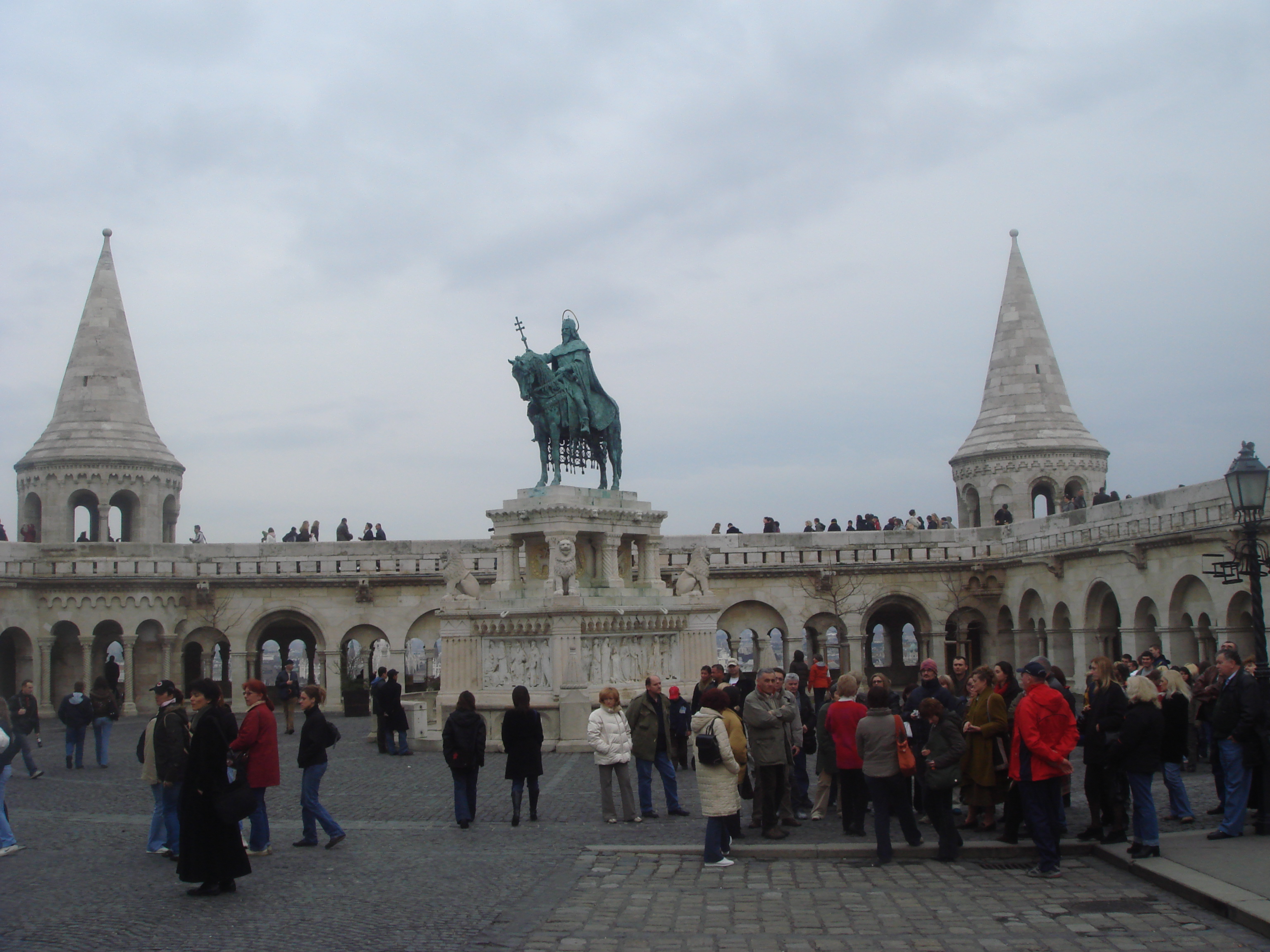
渔人堡和伊什特万一世铜像
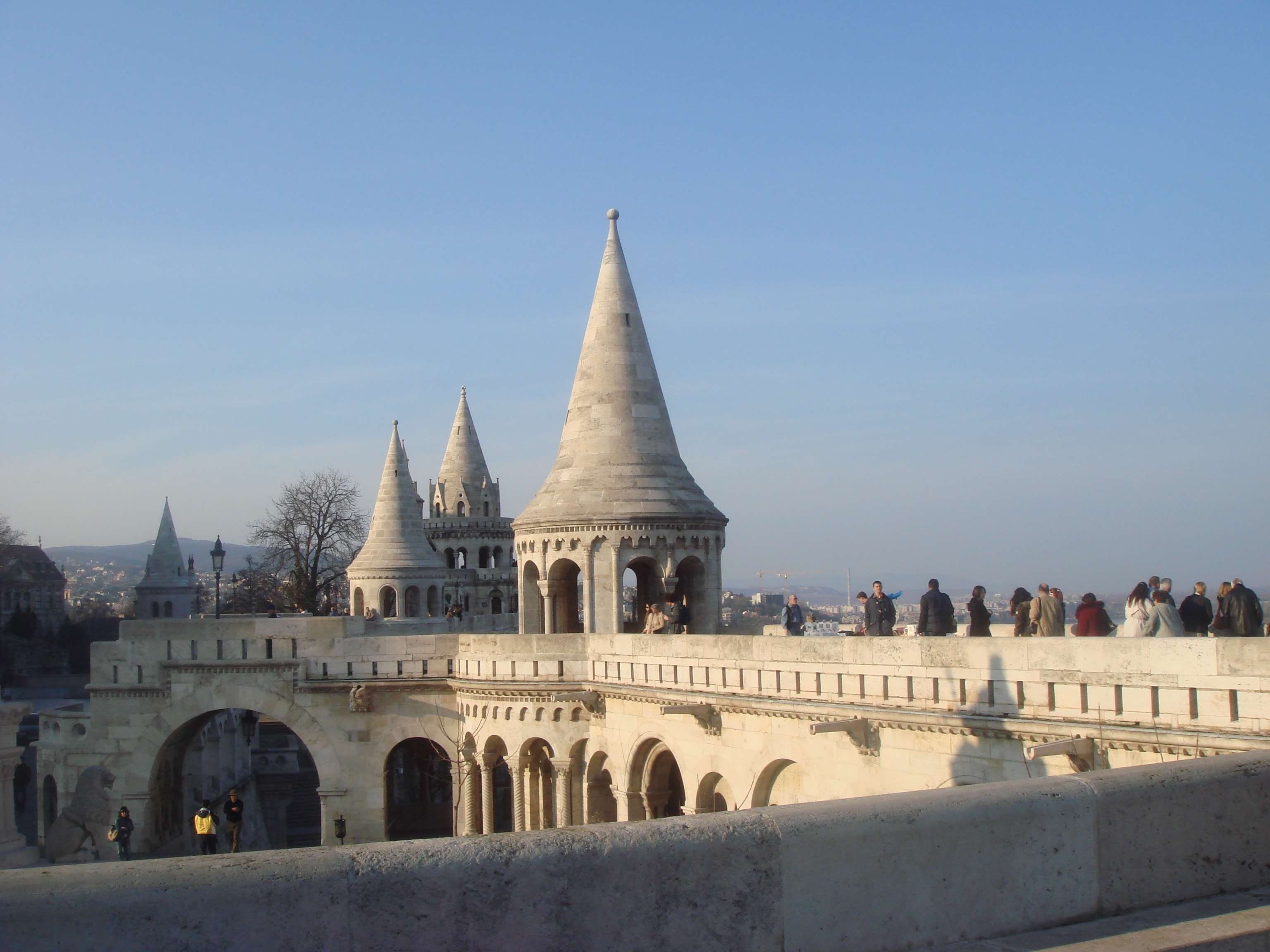
在渔人堡顶部
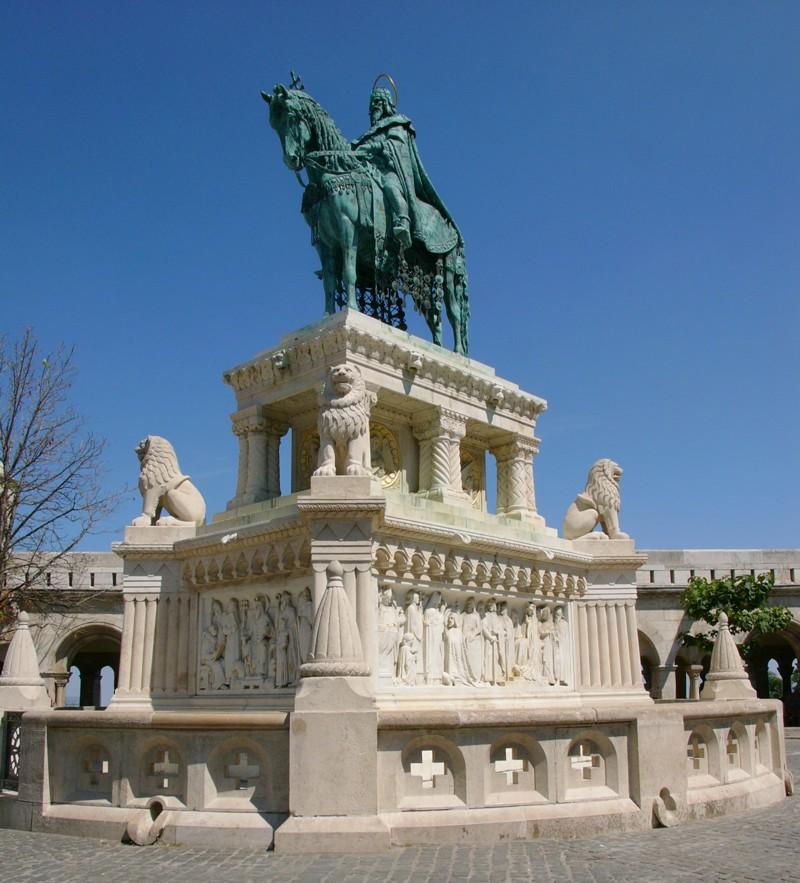
伊什特万一世铜像
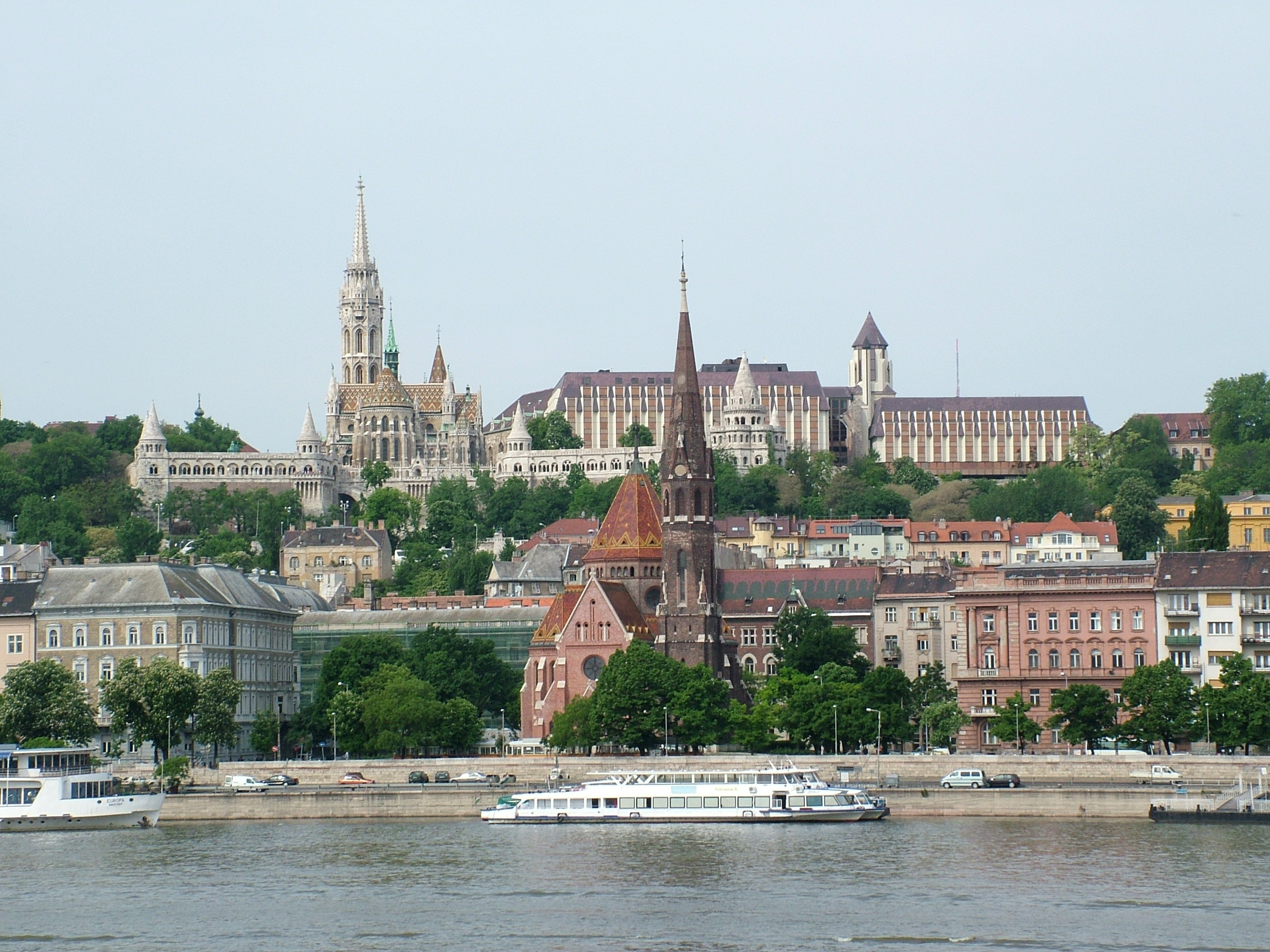
从多瑙河看渔人堡和马加什教堂